# NK Istra 1961
A nu se confunda cu NK Istra.
NK Istra 1961 este un club de fotbal din Pula, Croația.Echipa susține meciurile de acasă pe Stadion Veruda cu o capacitate de 3.500 de locuri.